# Saint-Pierre-de-Bailleul
Saint-Pierre-de-Bailleul là một xã của tỉnh Eure, thuộc vùng Normandie, miền bắc nước Pháp.